# Орлиновский
Орлиновский — хутор в Серафимовичском районе Волгоградской области.
Входит в состав Теркинского сельского поселения

## География
Хутор расположен на западе области.
Улицы
- ул. Кленовая, ул. Лазоревая,  ул. Родниковая, ул. Фермерская, ул. Церковная,

## Население
| 2010 | 2014 | 2015 |
| ---- | ---- | ---- |
| 171  | ↗175 | ↘174 |

## Инфраструктура
В 2013 году хутор газифицировали. 
Личное подсобное хозяйство.

## Транспорт
Проходит дорога муниципального значения. 